# Stigmidium marinum
Stigmidium marinum är en lavart som först beskrevs av Deakin, och fick sitt nu gällande namn av Swinscow 1965. Stigmidium marinum ingår i släktet Stigmidium och familjen Mycosphaerellaceae.  Arten är reproducerande i Sverige. Inga underarter finns listade i Catalogue of Life.